# Iratxe Sorzabal
Iratxe Sorzabal Díez, també coneguda pel nom de guerra «Ezpela», (Irun, 6 de novembre de 1971) és una activista política basca, exdirigent de l'organització armada Euskadi Ta Askatasuna (ETA).

## Trajectòria
El novembre de 1997 les autoritats franceses la detingueren per primera vegada i l'acusaren de formar part d'ETA des de la dècada de 1990 com a part integrant de l'escamot Ibarla. La condemna del judici fou de tres anys de presó per pertinença a banda armada, sentència per la qual recuperà la llibertat després de complir dos terços de la pena el 31 d'agost de 1999. El març de 2001, de retorn al País Basc, fou detinguda a Hernani per la Guàrdia Civil espanyola acusada de formar part d'un escamot legal d'ETA, i ingressà en presó preventiva fins al setembre de 2001, data en la qual fou alliberada sense judici per manca de proves. No obstant això, de nou a França, es reincorporà a l'organització armada com a responsable de Halboka (acrònim en basc de "Trencant les Parets, Aviat els Lluitadors al Carrer"), el front jurídic i de control dels presos d'ETA, antigament conegut com el front «makos». El 15 de juny de 2006 el Tribunal Correccional de París la condemnà en rebel·lia a 5 anys de presó, així com també a Manu Ugartemendia a 3 anys de presó, ambdós pels delictes d'associació de malfactors amb fins terroristes, tinença il·lícita d'armes i munició de primera i quarta categoria.
El juliol de 2007 la policia francesa estigué a punt de detenir-la de nou a la localitat occitana de Rodés, juntament amb Izaskun Lesaka, després que ambdues visitessin la casa amagatall del cap de l'aparell logístic Juan Cruz Maiza. Les dues militants d'ETA sortiren de l'habitatge a primera hora del matí i poc després els agents francesos entraren a la casa i detingueren a Maiza. L'octubre de 2009 s'incorporà a l'aparell polític després de la detenció d'Aitor Elizaran. A excepció d'algun indici l'any 2009, no es tingué més pistes d'ella fins al 2011. Concretament fou considerada per les Forces i Cossos de Seguretat de l'Estat espanyol com una dels tres integrants de la banda que el 20 d'octubre de 2011 anuncià el cessament definitiu de l'activitat armada, en el qual ETA declarà el seu alto el foc «permanent, general i verificable». La policia considera que l'any 2012 es reuní a Oslo, juntament amb David Pla i Josu Ternera, en un intent de negociació amb el govern espanyol fins que al 2013 foren expulsats del país nòrdic.
El 22 de setembre de 2015 fou detinguda a Baigorri (Baixa Navarra), juntament amb David Pla —tots dos caps de l'aparell polític d'ETA—; així com també ho fou el propietari de la casa on els van localitzar, Pantxo Flores, i Ramon Sagarzazu, que l'any 2005 fou el cap de l'aparell internacional. En el moment de la seva detenció, al setembre de 2015, tenia pendent el compliment de penes imposades pels tribunals francesos. El febrer de 2019 es realitzà el judici i fou considerat com un dels darrers contra ETA als tribunals francesos. Els càrrecs que li imputaren foren el d'associació de malfactors amb fins terroristes, possessió d'armes i documents falsos, entre d'altres. D'altra banda, el càrrec de direcció d'organització terrorista no fou finalment imputat car els instructor dels cas no perceberen suficients proves al respecte. En el supòsit d'haver-se demostrat aquesta acusació, la pena de presó oscil·laria fins als 20 anys en comptes dels 10.